# کبیکه

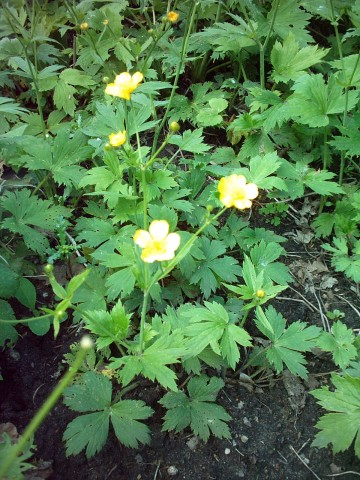
گیاه کبیکه.

کَبیکه یا کَبیکَج (Ranunculus lanuginosus) گیاهی است از تیره آلالگان. به آن آلالهٔ ایرانی و آلالهٔ شرقی هم گفته‌اند. کبیکج عربی‌شدهٔ واژهٔ فارسی کبیکه است.
کبیکج گیاهی علفی افراشته به طول نیم متر و برگ‌هایی متناوب با بریدگی‌های نسبتاً عمیق سه‌بخشی به شکل برگ گشنیز است. گلهایش دارای ۵ کاسبرگ، و ۵ گلبرگ، به رنگ زرد است) قهرمان و اخوت، ۲۰۰۹، ص۴۳۷ .)این گیاه دارای ترکیباتی نظیر تانن، فالونوئید، آلکالوئید، و گلیکوزیدهای قلبی است.

## در لغتنامه دهخدا
کبیکج . [ک َ ک َ] (اِ) نوعی از کرفس صحرایی است و آن را به عربی کف السبع و شجرةالضفادع خوانند و به شیرازی کسن ویران و به صفاهانی موسک گویند و از سموم قتاله است. با سرکه بر داءالثعلب طلا کنند نافع است. (برهان) (از آنندراج). || معرب از فارسی است و آن را کف الضبع و به یونانی بطراخیون و سالتین اغریون و به اصفهانی موشک و به ترکی ماستواء چچکی و به هندی جل و لستوپری نیز به فرنگی زنتکل نامند اصناف آن بسیار است. صنفی برگ آن شبیه به برگ گشنیز و از آن عریضتر و مائل به سفیدی و با رطوبت لزجه و گل آن زرد و بنفش و نیز ساق آن باریک بقدر یک ذرع و بیخ آن سفید تلخ و متشعب مانند شعبه‌های خربق و منبت آن قریب به آبهای جاری. صنف دوم نیز شبیه به صنف اول و از آن بزرگتر و بسیار ظریف و گل آن بنفش و این را سالتین اغریون نامند؛ و صنف سوم نبات آن بسیار کوچک و گل آن زرد طلائی و کریه الرائحه و صنف چهارم نیز شبیه به صنف سوم و گل آن سفید برنگ شیر. (مخزن الادویه). یکی از گونه‌های آلاله که می‌پنداشتند حشرات (ازجمله بید) از بوی آن گریزانند. شقیق. وردالحب. آلالهٔ ایرانی. آلالهٔ شرقی. کبیکنج. (فرهنگ فارسی معین). برخی کتب این‌گونه آلاله را با گونهٔ دیگری از آلاله هاکه به نام «زرد مرغک» موسوم است یکی دانسته‌اند (فرهنگ فارسی معین). || بعضی گویند به سریانی نام مَلَکی است موکل بر حشرات. (برهان) (آنندراج).

## کبیکج به عنوان محافظ نسخه های خطی
در اواخر دوران تسلط مغولان بر ایران، گرایشات صوفیانه در این کشور رو به گسترش گذاشت. این گرایشات در تمام زمینه ها از جمله پزشکی خود را آشکار کرد. ورود و توسعه موضوعات نجومی، استفاده از عناصر کیمیایی و تعویضات برای درمان بیماری ها به کار گرفته شد. یکی از آثار گرایشات صوفیانه در پزشکی ورود واژه کبیکج در صفحه اول یا آخر کتابها برای محافظت از نسخه خطی و به شکل ذکر می باشد.

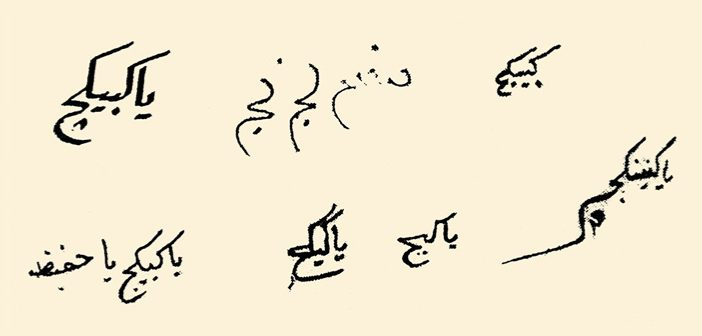
انواع به کار گیری کلمه کبیکج در ابتدا یا اننتهای نسخه های خطی

در این کتابها که  لفظ "یا کبیکج احفظ" آمده در ایران، هند (پاکستان و افغانستان در آن دوران جزء ایران بودند برای همین نسخه های خطی این دوران را متمایز نشده است) به وفور یافت می شود.  این موضوع برای اولین بار توسط ادم گسیک مطرح شد و پس از آن یک تیم تحقیقاتی مطرح کردند که این گیاه که در دوران صفویه به شکل "ذکر" در ابتدای کتابها مطرح شده است به راستی خاصیت محافظت نسخه های خطی در مقابل با قارجهای کاغذ را دارد.  یکی از  نشانه های ورود جریان پزشکی ایرانی به دوران پزشکی صوفیانه را ثبت این واژه در مقدمه های کتابها می دانند.